# Tiddische

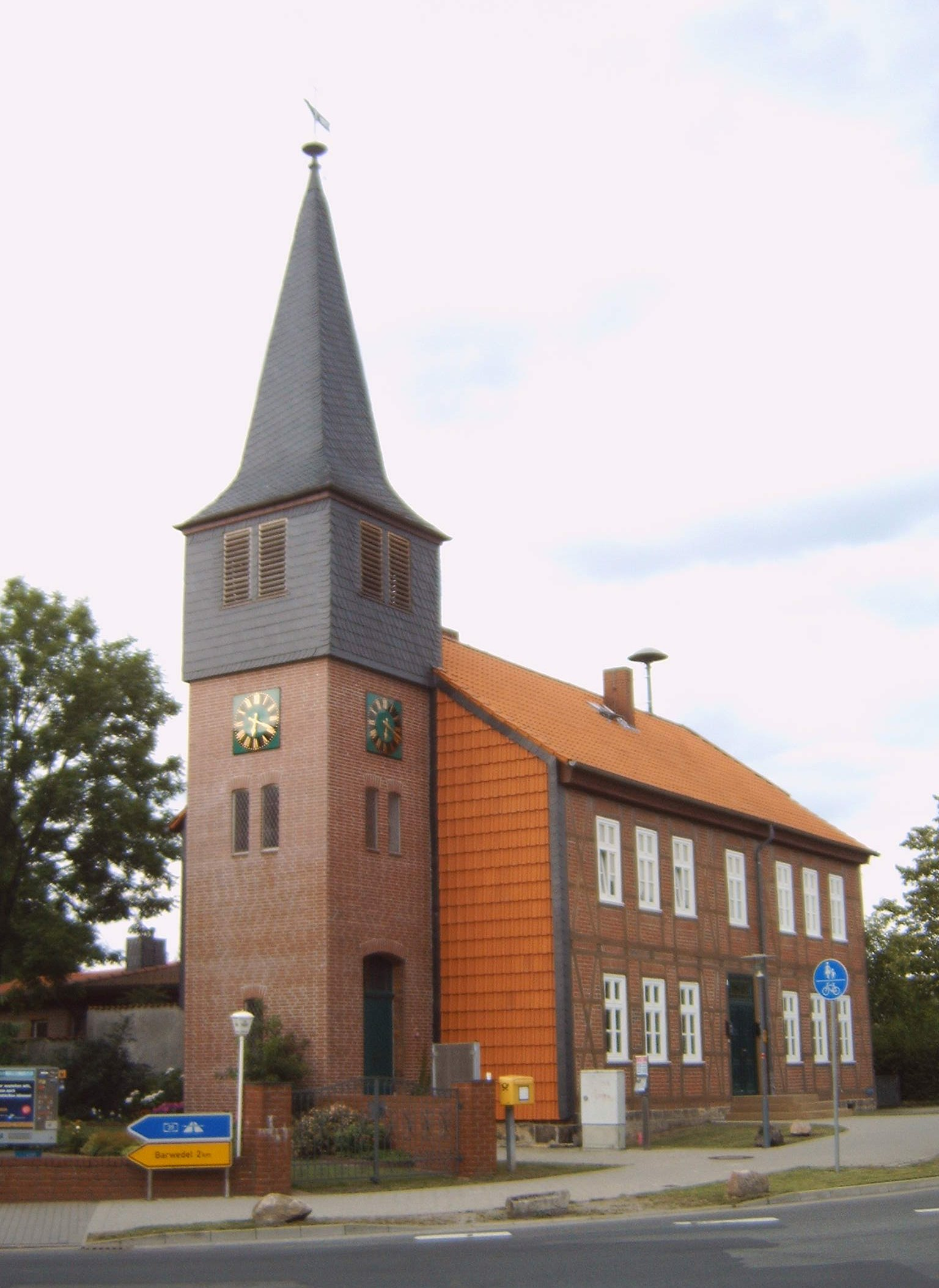
Glockenturm der ehemaligen Schule in Tiddische

Tiddische ist eine Gemeinde im Landkreis Gifhorn in Niedersachsen. Zu ihr gehören die Ortsteile Tiddische und Hoitlingen.

## Geographie

### Geographische Lage
Tiddische liegt zwischen den Naturparks Südheide und Drömling an der Kleinen Aller in der geschichtlichen Landschaft des Vorsfelder Werders, einem eiszeitlichen Geestrücken. Die Gemeinde gehört der Samtgemeinde Brome an. Das Gebiet besteht aus Forsten auf der Geest im Osten, Ackerland sowie Grünland im Tal der Kleinen Aller. Zur Gemeinde gehört eine Exklave östlich des Ortes Rühen, der „Tiddischer Drömling“. Er wurde in der Vergangenheit zur Gewinnung von Brennholz genutzt.
Der Ortsteil Hoitlingen liegt zwei Kilometer südlich von Tiddische. Einen Kilometer westlich von Tiddische liegt Barwedel, das zur Samtgemeinde Boldecker Land gehört, vier Kilometer nördlich die Gemeinde Bergfeld.

### Gemeindegliederung
Die Ortsteile der Gemeinde sind:
- Hoitlingen (540 Einwohner)
- Tiddische (764 Einwohner)[2]

## Ortsgeschichte
Ein Marschalk Tiadde wurde um 825 in der „Tradition Nr. 30“ des Klosters Corvey erwähnt. Der Ort Tiddische wurde offensichtlich nach ihm benannt. In mehreren um das Jahr 1000 verfassten Corveyer Traditionen wurde der Ort als Thiaddagsheshus(un) bezeichnet, etwa „die Häuser des Volks-Guten“, analog zum Ortsnamen Riddagshausen, das heute zu Braunschweig gehört, bzw. Thieddikeshus(un). Möglich ist auch die Bedeutung T(h)iaddagiski liuti (althochdeutsch für „Leute von Tieddegische“). Tiddische wurde 1366 urkundlich als Didgesche erwähnt. Noch heute wird der Ort im Volksmund Titsche oder Ditsche genannt.
Die ursprüngliche Dorfform war die eines wendischen Rundlings. 1315 nahm Ritter Baldewin von Wenden seine Güter in Tiddische zu Lehen von Herzog Albrecht II. von Braunschweig. Später ging das Dorf mit dem gesamten Vorsfelder Werder an die von Bartensleben über, die es bis 1742 innehatten.
Laut einem Siedlungsverzeichnis um 1850 bestanden zu dieser Zeit 25 Bauernhöfe. Im 19. Jahrhundert wurde der Rundling aufgebrochen; Tiddische wandelte sich zu einem Haufendorf. Nach dem Ersten Weltkrieg siedelte sich am Weißen Berg im Südostzipfel des Gemeindegebiets mitten im Wald das Ehepaar Ackermann an, das dort fernab jeglicher Siedlung bis in die 1980er Jahre lebte. Willy Sophus Carl Ackermann, der die „Wendepunkt-Gemeinschaft“ gegründet hatte, wollte damit die leidvollen Erfahrungen des Krieges überwinden. Das Ehepaar und seine Kinder lebten in einer Blockhütte und ignorierten bürgerliche Konventionen.
An der Kleinen Aller stand am Übergang nach Barwedel eine Wassermühle, die bis 1957 in Betrieb war und dann in einen Bauernhof umgewandelt wurde.
Im Jahr 1916 lebten 268 Menschen im Ort Tiddische, 1939 waren es 303. Bis 1950 stieg die Zahl bedingt durch die Flüchtlingsströme aus dem Osten auf 529. 1985 lebten dort 552 Einwohner.
Am 1. Juli 1972 wurden die Gemeinden Tiddische und Hoitlingen zur Gemeinde Tiddische vereinigt. Zugleich wurde die neue Gemeinde Teil der Samtgemeinde Rühen, die gleichzeitig in den Landkreis Gifhorn eingegliedert wurde. Am 15. März 1974 trat die Gemeinde Tiddische der Samtgemeinde Brome bei.

## Politik

### Gemeinderat
Der Rat der Gemeinde Tiddische setzt sich aus elf Ratsfrauen und Ratsherren zusammen.
| Wahljahr | SPD | CDU | Einzelbewerber | Gesamt   |
| 2021     | 7   | 3   | 1              | 11 Sitze |

### Bürgermeister
Der ehrenamtliche Bürgermeister Daniel Krause (SPD) wurde am 12. November 2021 gewählt.

### Wappen
Von Rot und Gold gespalten, über blauem Wellenschildfuß ein Mühlenrad in verwechselten Farben, überhöht balkenweis begleitet von zwei Brotlaibern in verwechselten Farben.

## Infrastruktur
Im Jahr 1985 gab es im Ort 18 landwirtschaftliche Betriebe.

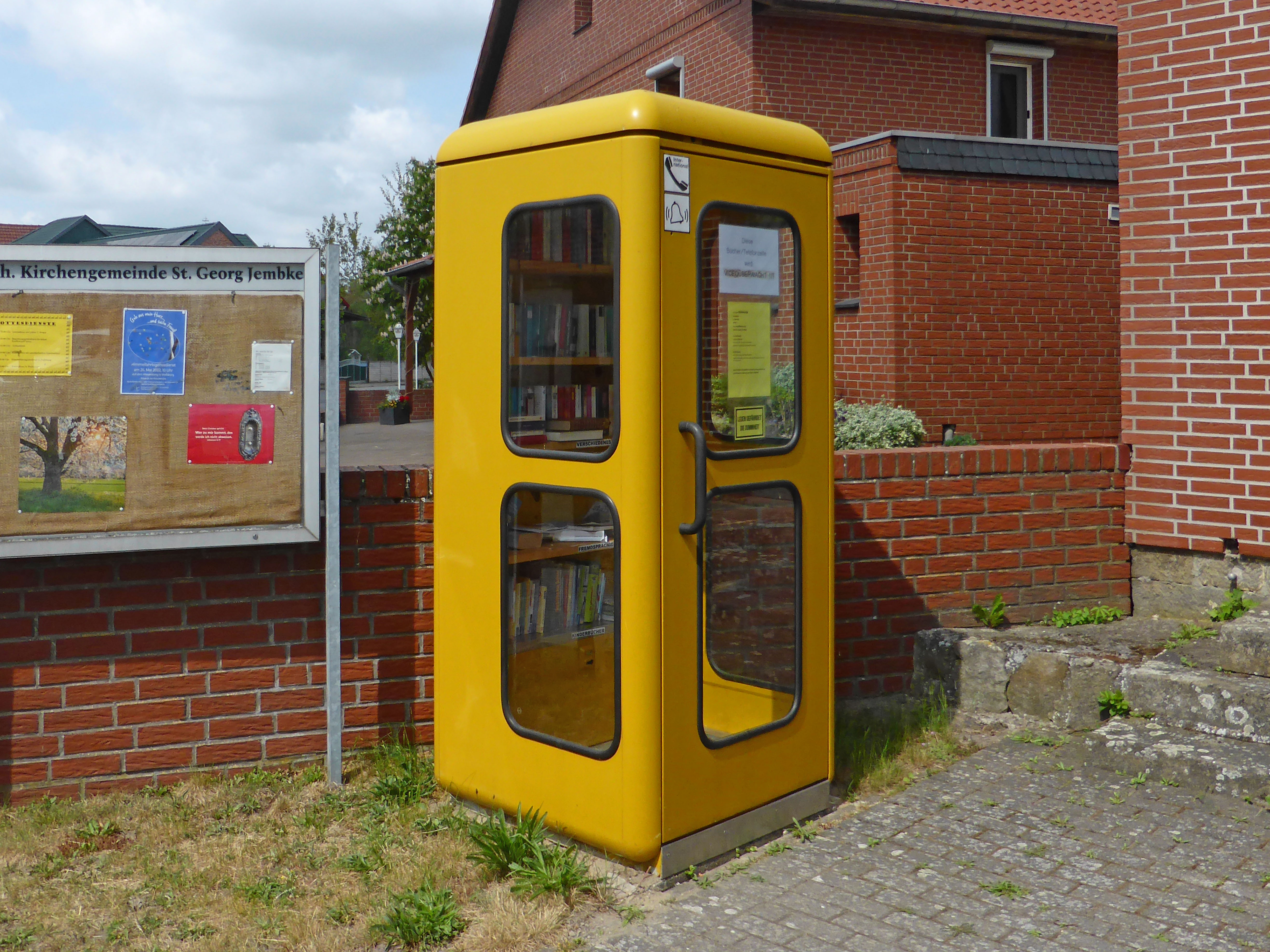
Öffentlicher Bücherschrank

Tiddische gehört zur evangelisch-lutherischen Gemeinde Jembke. Im Ort gibt es einen Friedhof mit Kapelle. Ein öffentlicher Bücherschrank befindet sich in einer ehemaligen Telefonzelle am Glockenturm.
Die B 248, die Wolfsburg und Salzwedel verbindet, führt etwa einen Kilometer westlich an Tiddische vorbei. Tiddische ist durch eine Landesstraße mit Wolfsburg-Velstove sowie mit Barwedel verbunden. Eine Kreisstraße führt nach Bergfeld. Tiddische wird im Stundentakt von Bussen der VLG-Linie 162 bedient, die nach Rühen beziehungsweise nach Ehra-Lessien oder Bergfeld verkehren. Die VLG-Linie 171 fährt tagsüber halbstündlich und abends stündlich über Barwedel, Jembke und Tappenbeck nach Weyhausen.

## Sport
Der SV Teutonia Tiddische wurde 1921 gegründet. Die 1. Fußball-Herrenmannschaft spielt in der 2. Kreisklasse Gifhorn. Der Jugendfußball des Vereins ist in einer Jugendspielgemeinschaft (JSG) zusammen mit dem Hoitlinger SV, dem SV Eischott sowie dem SSV Velstove als JSG Hoitlingen Eischott Tiddische Velstove zusammengefasst. Der Tennisverein Grün-Weiß Tiddische wurde 1981 gegründet.